# Tolmezzo
Tolmezzo (friulski Tumieç, słoweń. Tolmeč lub Tumeč) – miejscowość i gmina we Włoszech, w regionie Friuli-Wenecja Julijska, w prowincji Udine.
Według danych na rok 2004 gminę zamieszkiwało 10 609 osób, 163,2 os./km².
W miejscowości urodził się włoski skoczek narciarski Andrea Morassi, włoski kombinator norweski Raffaele Buzzi oraz kolarz Jonathan Milan